# La mia nemica
La mia nemica (Body Language) è un film per la televisione del 1992 diretto da Arthur Allan Seidelman.

## Trama
Betsy Frieze è la miglior dirigente aziendale con qualche problema sia con il suo capo e sia con il suo fidanzato, fino a quando non arriva la sua nuova assistente Norma Suffield che diventa ossessiva nei suoi confronti.